# マルクス・アウレリウス・マリウス
マルクス・アウレリウス・マリウス（ラテン語: Marcus Aurelius Marius,  ? - 269年）はガリア帝国の皇帝であり、269年の僅かな期間、その地位にあった。

## 概要
伝承によると、アウレリウスは元々鍛冶屋を生業にしていたが、軍隊に属して、その地位を上げていった。268年にガリア帝国の初代皇帝ポストゥムスが殺害された後に、アウレリウスは後継のガリア帝国皇帝となったが、即位して数日の後にアウレリウス自身が製造した刃物によって殺害されたとされる。
なお、この伝承は不正確ともされ、アウレリウスの治世下で発行された硬貨の状況から少なくとも2～3ヶ月は皇帝位にあったと推測される。アウレリウスは「ヒストリア・アウグスタ」の中で30人僭主の1人に挙げられている。
また、アウレリウスの名前が、ガイウス・マリウスおよびマルクス・アウレリウス・アントニウスという2人の偉大なローマ人の名前を含んでいたために、ガリア帝国皇帝に選ばれたと伝わっている。